# Дядин, Алексей Васильевич
Алексей Васильевич Дядин (1791—1864) — российский генерал-лейтенант артиллерии (1848), выдающийся артиллерист, стоявший продолжительное время во главе Артиллерийского комитета; на продолжении почти 40 лет преподавал артиллерию в военно-учебных заведениях. 

## Биография
По окончании в 1805 году 2-го кадетского корпуса, поступил на службу фейерверкером в 10-й артиллерийский полк. В 1811 году, после производства в прапорщики, был назначен в 5-ю артиллерийскую бригаду. 
В 1812 году, в звании прапорщика, Дядин был назначен учителем артиллерии в состоявшую при инженерном департаменте Инженерную школу (позже — Николаевское инженерное училище). Здесь продолжал читать лекции и по назначении (в 1838) членом комитета по артиллерийской части, и по производству в генерал-майоры (в 1839). В 1847 году Дядин был назначен председателем этого комитета, преобразованного в 1859 году в Артиллерийский комитет. Кроме этого, с 1846 года он преподавал артиллерию и в других учебных заведениях Санкт-Петербурга, состоял членом учёного комитета по военным учебным заведениям.  
Был произведён в генерал-лейтенанты 11 апреля 1848 года. Незадолго до смерти занял должность председателя главного военно-учебного комитета, учреждённого при военном министерстве.
Умер 11 (23) марта 1864 года. Был похоронен на кладбище Воскресенского Новодевичьего монастыря; могила не сохранилась.

## Дядинская премия
В 1861 году, по случаю 50-летнего юбилея Дядина, был собран по подписке капитал, проценты с которого через каждые 5 лет составляли так называемую Дядинскую премию, в размере около 1 ½ тысячи рублей. 
Премия присуждалась русскому подданному за лучшее оригинальное сочинение или статью на русском языке по артиллерии как науке, или по наукам, имеющим непосредственное применение в артиллерии, а также за изобретения, если они приносят пользу артиллерии, как науке, и сопровождаются изложением научных исследований.